# Pteris scabra
Pteris scabra är en kantbräkenväxtart som beskrevs av Jean Baptiste Bory de Saint-Vincent och Carl Ludwig Willdenow.
Pteris scabra ingår i släktet Pteris och familjen Pteridaceae. Inga underarter finns listade.